# Studentwork
Studentwork är det första finska och internationella studentbemanningsföretaget. De har idag kontor i hela Norden. Som namnet antyder, är de specialiserade på att bemanna och rekrytera unga akademiker, studenter och nyutexaminerade.